# Rhyacopsyche mexicana
Rhyacopsyche mexicana is een schietmot uit de familie Hydroptilidae. De soort komt voor in het Neotropisch gebied.